# Luka (Chorvatsko)
Luka je vesnice a správní středisko stejnojmenné opčiny v Chorvatsku v Záhřebské župě. Nachází se asi 10 km severovýchodně od Zaprešiće a asi 29 km severozápadně od centra Záhřebu. V roce 2011 žilo v Luce 416 obyvatel, v celé opčině pak 1 351 obyvatel.
Součástí opčiny je celkem 5 trvale obydlených vesnic.
- Krajska Ves – 144 obyvatel
- Luka – 416 obyvatel
- Pluska – 207 obyvatel
- Vadina – 185 obyvatel
- Žejinci – 399 obyvatel

Blízko opčiny prochází dálnice A2, samotnou opčinou prochází silnice D1.